# Stanislaus Brewskovitch
Stanislaus Brewskovitch werd in 2015 opgericht als craft beer store en organisator van speciaalbier-festivals in Enschede om zo de speciaalbier-cultuur in het Oosten van Nederland te promoten. De winkel opende in maart 2015 zijn deuren aan De Heurne in het centrum van Enschede. Het 1st Dutch Craft Beer Festival vond plaats op 2 mei 2015. Sindsdien vindt het festival elk jaar begin mei plaats.
Sinds 2016 brouwt Stanislaus Brewskovitch hun eigen bier als huurbrouwer. Dit deden zij tot 2018 bij Othmar in Ootmarsum. De huidige bieren worden gebrouwen bij Brouwerij Troost in Amsterdam en bij Rigtersbier in Buurse. Tevens worden er pub- en festival-specials gebrouwen in de eigen kleinschalige brouwerij gesitueerd in de brewpub.
Sinds oktober 2018 is de brewpub van Stanislaus Brewskovitch geopend in de voormalig Menistenkerk aan de Stadgravenstraat in Enschede. Naast een ‘bierorgel’ met 26 taps bevindt zich in de kerk ook een brouwinstallatie en een kleine craft beer shop. De winkel aan de Heurne is als gevolg hiervan gesloten. Aan de achterzijde vindt men de ‘Sjikkertuin’.

## Bieren

### Vast assortiment
- SambalBij - Blond, 5,6%.
- All Black - Stout, 7,5%.
  - Bronzen medaille Dutch Beer Challenge 2017 in de categorie "Donker - Stout/Porter".
  - Bronzen medaille Dutch Beer Challenge 2019 in de categorie "Donker - Stout/Porter".[1]
  - Zilveren medaille Brussels Beer Challenge 2019 in de categorie "Stout/Porter - American Stout".[2]
  - Gouden medaille Dutch Beer Challenge 2020 in de categorie "Donker - Stout/Porter".[3]
  - Gouden medaille Dutch Beer Challenge 2023 in de categorie "Donker - Stout/Porter".[3]
- TUKR - Red IPA , 5,0%.
- Barry Weizen - Weizen, 5,2%.
  - Zilveren medaille Dutch Beer Challenge 2020 in de categorie "Tarwe-/Granenbier - Weizen".[4]
  - Bronzen medaille Dutch Beer Challenge 2022 in de categorie "Tarwe-/Granenbier - Weizen".[4]
  - Bronzen medaille Dutch Beer Challenge 2023 in de categorie "Tarwe-/Granenbier - Weizen".[4]
- Cappu dei Capi - Coffee Milk Oatmeal Stout, 5,3%. 
  - Gouden medaille Dutch Beer Challenge 2020 in de categorie "Innovatie/speciaal - Speciaal (Minder dan 6 ABV)".[5]
  - Bronzen medaille Barcelona Beer Challenge 2020 in de categorie "Mixed-style beer".
  - Bronzen medaille Dutch Beer Challenge 2021 in de categorie "Innovatie/speciaal - Speciaal (Minder dan 6 ABV)".[5]
  - Zilveren medaille Dutch Beer Challenge 2022 in de categorie "Innovatie/speciaal - Speciaal (Minder dan 6 ABV)".[5]
- Triple Rock Church - Triple, 8,0%.
  - Bronzen medaille Dutch Beer Challenge 2020 in de categorie "Blond - Tripel".[6]
- Witches Hammer - Red Lager, 5,3%.
  - Bronzen medaille Dutch Beer Challenge 2018 in de categorie "Innovatie/speciaal - Speciaal (Minder dan 6 ABV)"[7]
  - Gouden medaille Dutch Beer Challenge 2021 in de categorie "Innovatie/speciaal - Speciaal (Minder dan 6 ABV)"[7]
  - Gouden medaille Dutch Beer Challenge 2022 in de categorie "Innovatie/speciaal - Speciaal (Minder dan 6 ABV)"[7]
- Toontje Lager - Pilsner, 5,0%.

### Seizoensbieren
- Strawberry Basil Splash - India Pale Ale, 5,9%.
- Koala Beer - Session IPA, 3,4%.
- Bock the Casbah - Weizendoppelbock, 8,0%.
- Bockie Wonderland - Smokey Bockbier, 6,5%.
- Winter Blues - Winter Ale, 8,5%.

### Uit het assortiment
- Liquid Fruit Cake - Milkshake Pale Ale, 5,5%. Niet meer in productie.
- JeKaterina - Russian Imperial Stout, 10,5%. Niet meer in productie.
- SunMilk - Milk IPA, 5,7%. 
  - Samenwerking met Johnny Thursday. Niet meer in productie.
- Smugglers Gold - Golden Ale, 5,7%.
  - Samenwerking met Finne Brauerei (Münster). Niet meer in productie.[8]
- Thunderbird - Raspberry Porter, 7,5%. Niet meer in productie.
  - Samenwerking met Bird Brewery.[9]